# Heterobathmiidae
De Heterobathmiidae zijn een familie van primitieve vlinders. De familie telt 1 geslacht en 5 soorten. De naam van de familie werd voor het eerst gepubliceerd door Niels Kristensen en Ebbe Schmidt Nielsen in 1979.

## Soorten
- Geslacht Heterobathmia Kristensen & Nielsen, 1979
  - Heterobathmia diffusa Kristensen & Nielsen, 1979
  - Heterobathmia megadecella Hünefeld & Kristensen, 2012[2]
  - Heterobathmia nielsenella Hünefeld & Kristensen, 2012[2]
  - Heterobathmia pseuderiocrania Kristensen & Nielsen, 1979
  - Heterobathmia valvifer Kristensen & Nielsen, 1998[3]